# Chartered Institute of Linguists
El Instituto de Lingüistas por Carta Real, en inglés Chartered Institute of Linguists (CIOL), conocido como Instituto de Lingüistas (IoL) antes de recibir su Carta Real en el 2005, es una sociedad erudita y profesional británica, dedicada a la educación y fundada en 1910, cuyo objetivo es promover la maestría de idiomas modernos a nivel global. 
Las categorías de afiliación son: Estudiante, Asociado (ACIL) y Miembro (MCIL). La categoría de Miembro Distinguido (FCIL) es otorgada a los lingüistas tras una elección llevada a cabo por los actuales Fellows y se considera un gran honor. La IoL Educational Trust (Consorcio Educacional del Instituto de Lingüistas) es una organización sin ánimo de lucro registrada y acreditada para la adjudicación de calificaciones académicas.
Debido a su estatus de organismo receptor de Carta Real, el CIOL es poseedor de un registro público de “Lingüistas por Carta Real”, como fuente de lingüistas profesionales cualificados con experiencia. Los Miembros y Fellows pueden solicitar constar en el registro de Lingüistas por Carta Real si cumplen los requisitos.
El Patrón del Instituto es SAR el Príncipe Michael de Kent.

## Nombre y misión
La misión del Instituto de Lingüistas por Carta Real es: 

- promover el conocimiento y uso de los idiomas modernos
- mejorar el estatus de todos los lingüistas profesionales
- establecer y mantener un trabajo de alto nivel
- servir a los intereses de todos los lingüistas
- asegurar unos estándares profesionales entre los profesionales del lenguaje a través de su Código de Conducta Profesional.

## Algunos fellows y distinguidos honoríficos
- Donald Adamson (Hon FCIL)
- Nicholas Bowen (Hon FCIL)[2]
- Tessa, Lady Brewer (Hon FCIL)
- James Coleman
- Tim Connell[3]
- Baroness Coussins (Hon FCIL)
- Mary Creagh MP
- David Crystal (Hon FCIL)
- Andrew Dalby (Hon FCIL)
- John Gillespie
- Muhammad Abdel-Haleem
- Susan Price
- Ivor Roberts
- Peter Sutton
- Diana Wallis MEP (Hon FCIL)
- Michael Worton (Hon FCIL)[4]
- Wenhui Zhong

## Exámenes
La organización sin ánimo de lucro asociada al Instituto de Lingüistas por Carta Real (CIOL), IoL Educational Trust, es una organización acreditada de evaluación lingüística. Las calificaciones son útiles, entre otras cosas, para la interpretación policial y judicial. Estos son:
- Certificate in Bilingual Skills- Certificado de Habilidades Bilingües (CBS) – Equivalente a nivel Avanzado (Advanced Level, GCE Advanced Level, A level) de habilidades prácticas bilingües.
- Diploma in Public Service Interpreting- Diploma de Interpretación para la Administración Pública (DPSI) – Nivel 6 QCF, normalmente exigida para la interpretación en los tribunales.
- Diploma in Translation- Diploma de Traducción (DipTrans) – Nivel 7 QCF;  El título de oro para trabajar como traductor. El DipTrans es el título profesional más antiguo, ampliamente reconocido por las empresas, tanto en Reino Unido como a nivel mundial, y está dirigido a traductores con experiencia y a aquellos que desean emprender una carrera en el ámbito de la traducción profesional. Es un título profesional con nivel de postgrado.
- Diploma in Police Interpreting- Diploma de Intérprete Policial (DPI) – QCF Nivel 6 – Para trabajar de intérprete para la policía en el Reino Unido.
- Certificate in Languages for Business- Certificado de Idiomas para Negocios (CLB) – QCF Nivel 2 – una certificación que refleja la aplicación práctica de los idiomas extranjeros en el ámbito laboral.

## Información adicional
- The Linguist – Publicación del Chartered Institute of Linguists